# Biuro projektowe Fellner & Helmer
Biuro projektowe Fellner & Helmer – zostało utworzone w Wiedniu w roku 1873 przez architektów Ferdinanda Fellnera młodszego (1847–1916) i Hermanna Helmera (1849–1919). Istniało do roku 1919.
Biuro było wyspecjalizowane w projektowaniu budynków teatrów dramatycznych i operowych. W okresie działalności zrealizowano 48 budynków tego rodzaju w wielu krajach Europy. Poza teatrami projektowano budynki domów towarowych, banków, hoteli, a także rezydencji arystokratycznych.
Początkowo w projektowaniu nawiązywano stylistycznie do włoskiego renesansu, potem do baroku, od początku XX wieku pojawiały się elementy wystroju secesyjnego.
Przy projektowaniu poświęcano wiele uwagi zabezpieczeniom przeciwpożarowym. Stosowano aktualnie najbardziej nowoczesne techniki budownictwa, m.in. szkielety w żelbecie monolitycznym. Dzięki specjalizacji biuro zdobyło pozycję monopolisty, oferując krótkie terminy i wysoką jakość projektowania.
Większość projektowanych przez biuro obiektów przetrwało pierwszą i drugą wojnę światową i nadal służy kulturze wielu krajów.
Biuro było kontynuacją pracowni projektowej architekta Ferdinanda Fellnera starszego (1815–1871), któremu pomagał jego syn Ferdinand Fellner młodszy. Po śmierci Fellnera starszego wspólnikiem został Hermann Helmer, który zajął się projektowaniem, pozostawiając Fellnerowi młodszemu prowadzenie akwizycji.
Pracownia zatrudniała do 20 architektów. Po ukończeniu studiów architektonicznych w pracowni zatrudniono synów właścicieli pracowni. Po rozpadzie monarchii austro-węgierskiej ustał napływ zleceń i pracownia została zlikwidowana.
Najwięcej teatrów powstało na obszarze monarchii austro-węgierskiej (m.in. Czerniowce, Praga, Mlada Boleslav, Budapeszt), ale były też realizacje w Berlinie, Hamburgu, Odessie, Jassach, Timișoarze, Sofii, Wiesbaden i Zurychu.
Kilka teatrów i innych obiektów zostało zrealizowanych w miastach, które po I wojnie światowej weszły w obszar Rzeczypospolitej Polskiej.
- Bielsko-Biała – Teatr Polski, przebudowa 1904-1905
- Brzesko
- Cieszyn - teatr
- Toruń
  - Teatr im. Wilama Horzycy, 1904
  - Willa Kuczyńskiego, ul. Mickiewicza 20, wnętrza
- Lwów:
  - Hotel George, 1900
  - Kasyno Szlacheckie

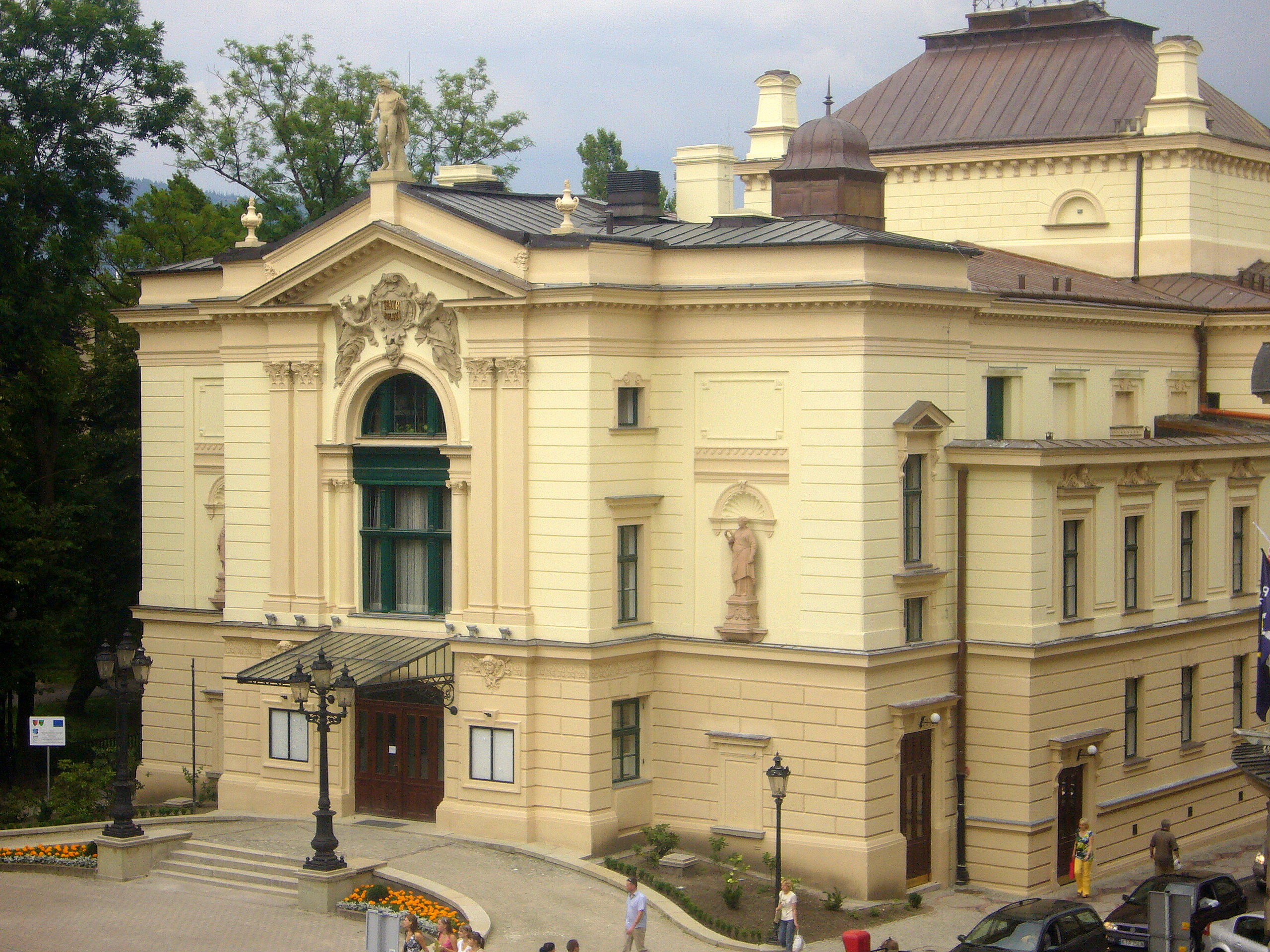
Teatr Polski w Bielsku-Białej
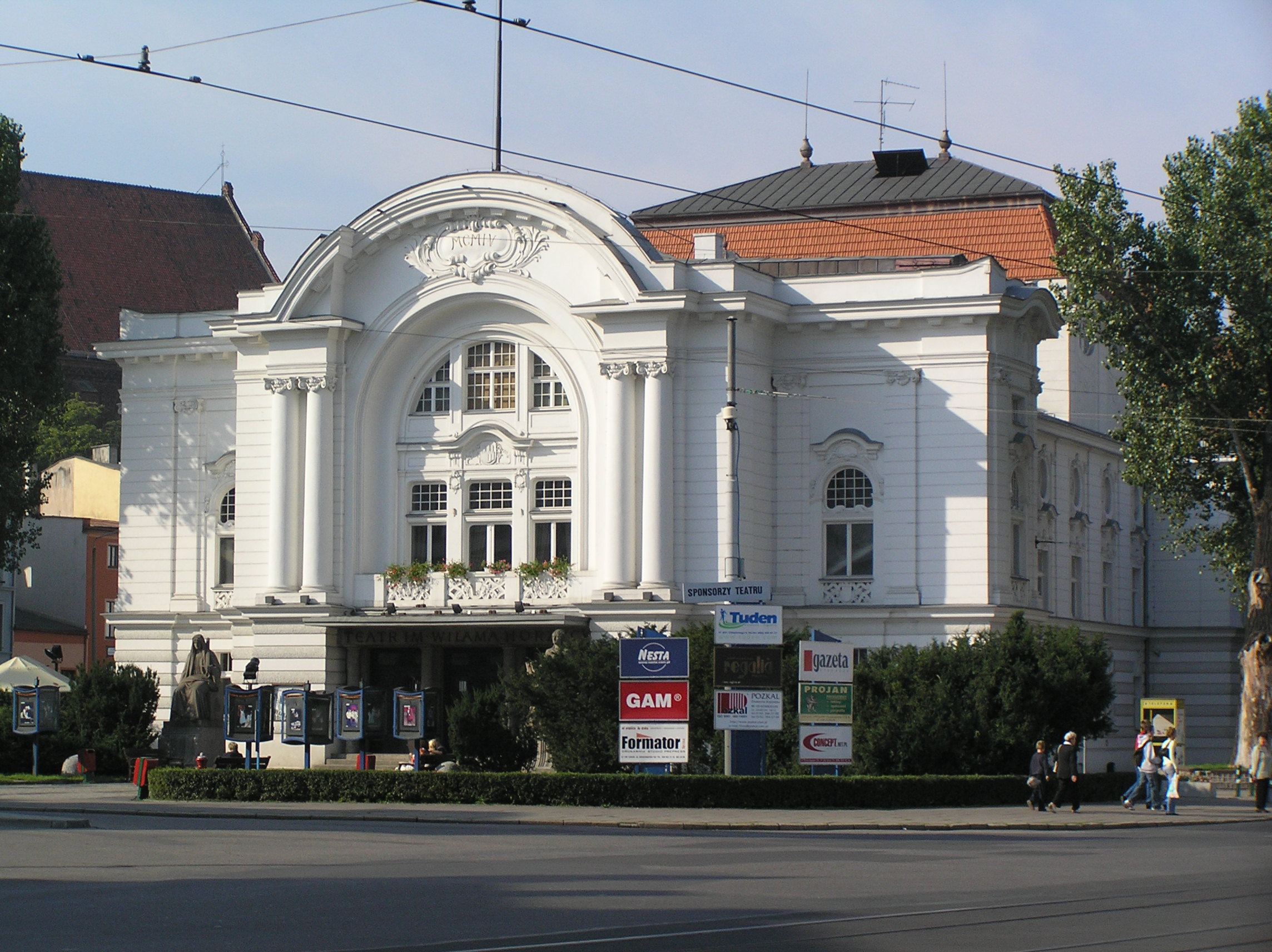
Teatr im. Wilama Horzycy w Toruniu
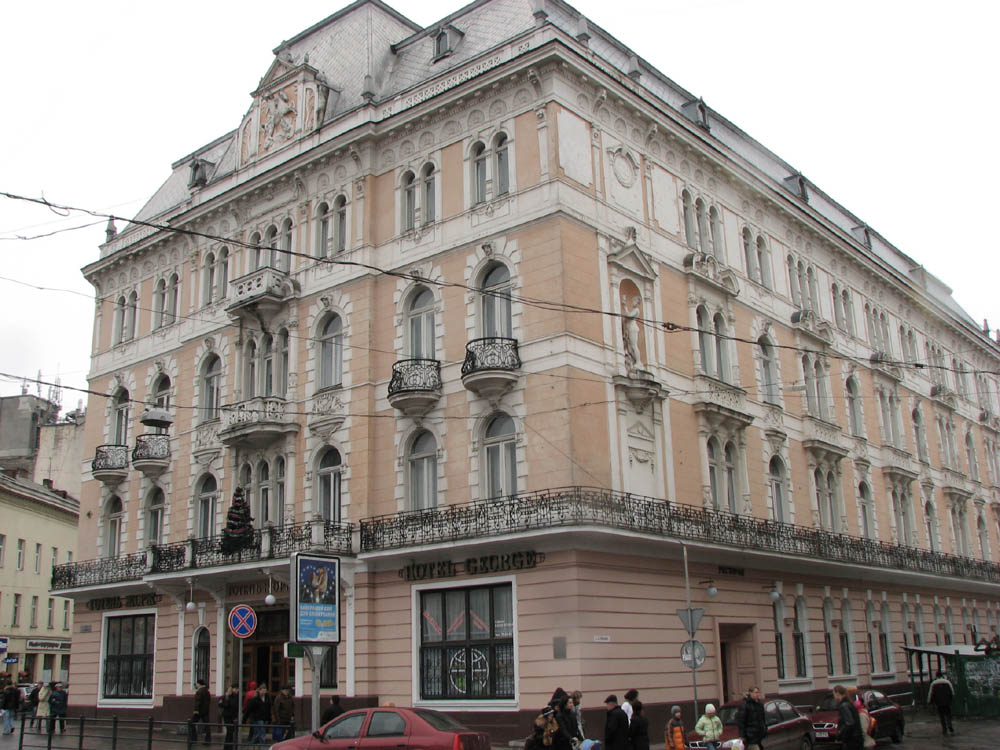
Hotel George’a we Lwowie
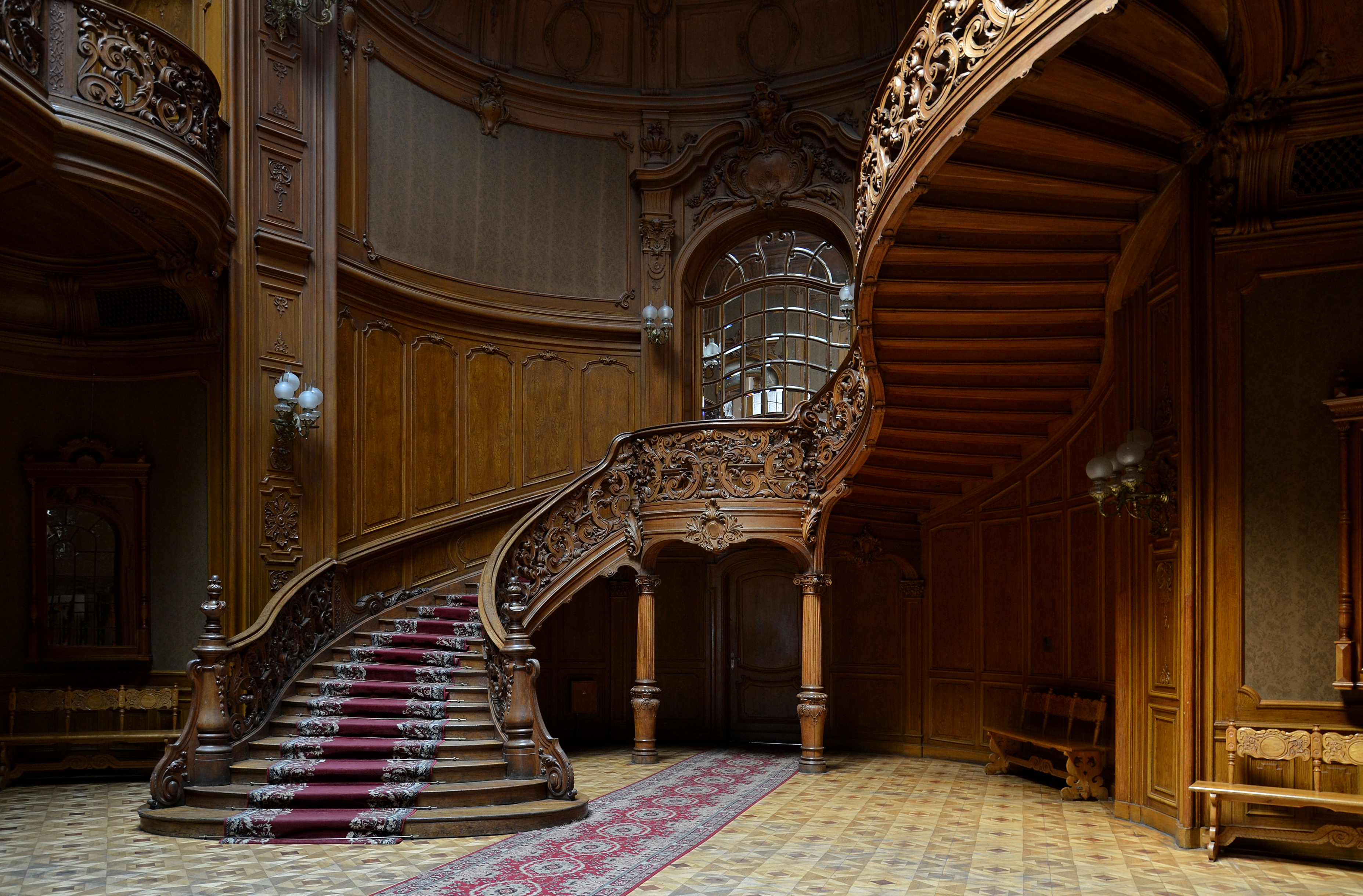
Hol główny w Kasynie Szlacheckim we Lwowie
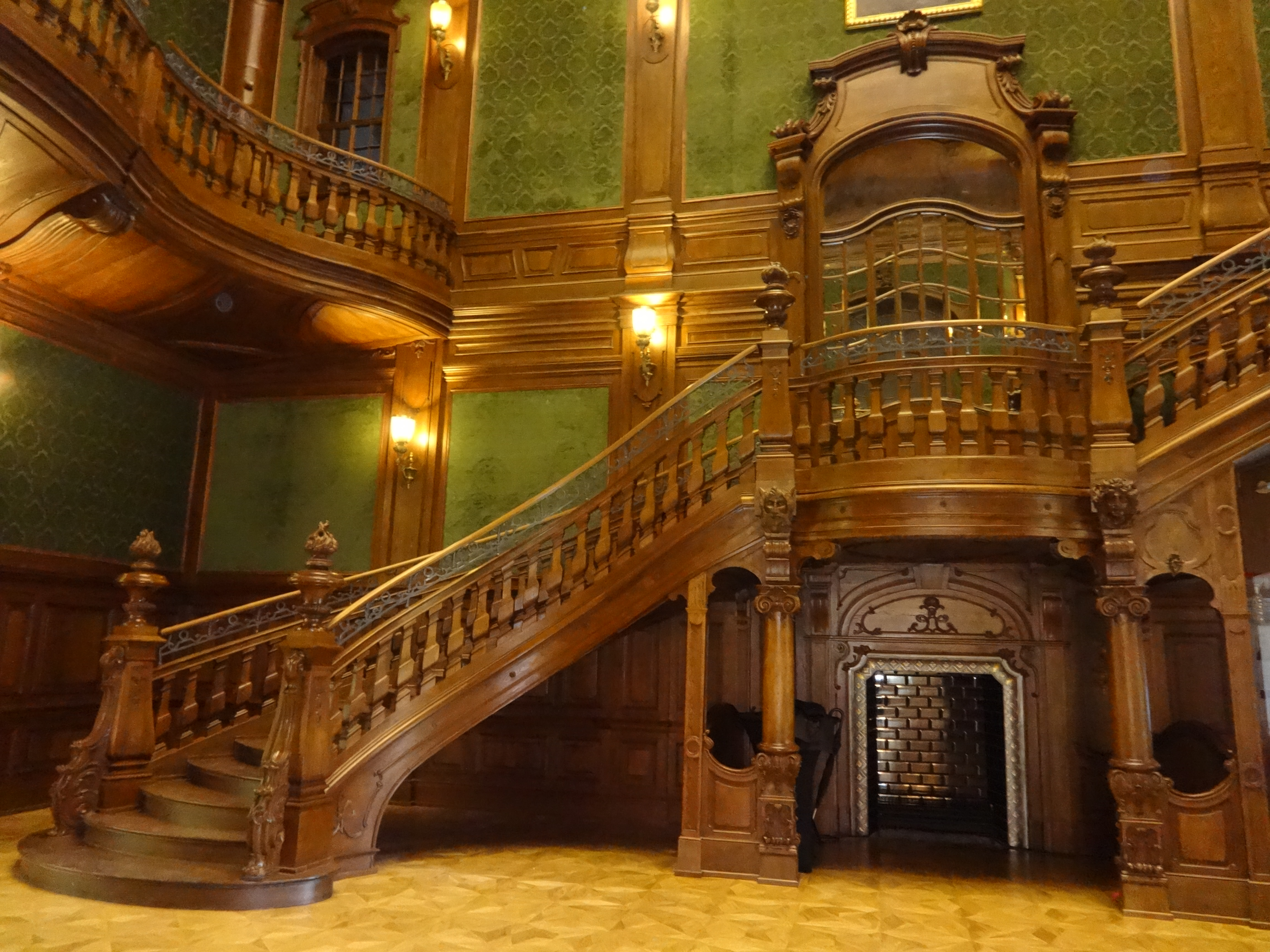
Hol główny w Pałacu Goetza w Brzesku